# Skärberget
Skärberget är ett naturreservat ligger på Skärbergets östsluttning i Rättviks kommun i Dalarnas län.
Området är naturskyddat sedan 2011 och är 99 hektar stort. Reservatet består i väster av klen tallskog och i öster av sumpiga marker med både barr och lövskog.